# Kronenpinguin
Der Kronenpinguin (Eudyptes sclateri, Syn.: E. atratus), auch Sclater-Pinguin oder Gelbschopfpinguin genannt, ist eine Pinguin-Art, die auf den zu Neuseeland gehörigen Bountyinseln und den Antipodeninseln brütet. Er zählt zu der Gattung der Schopfpinguine. 
Der Bestand der Art ist laut der IUCN stark gefährdet (endangered). Ursache für die Einstufung ist ein starker Bestandsrückgang in den letzten 45 Jahren, der nach wie vor anhält. Kronenpinguine haben außerdem ein kleines Verbreitungsgebiet und brüten nur noch auf zwei Inseln. Außergewöhnliche Ereignisse können deshalb sehr starke Auswirkungen auf die Population haben.

## Aussehen
Der Kronenpinguin erreicht eine Körperlänge von bis zu 67 Zentimeter. Männchen sind tendenziell etwas größer und schwerer als die Weibchen und wiegen zwischen 4,4 und 6,4 Kilogramm. Bei Weibchen beträgt die Gewichtsspanne 2,9 bis 5,6 Kilogramm. Verglichen mit anderen Schopfpinguinen liegen nur verhältnismäßig wenig Daten über die jahreszeitlichen Gewichtsspannen von Kronenpinguinen vor. So fehlen beispielsweise Daten über das Gewicht der Männchen nach der Mauser. Dieses ist bislang nur für Weibchen ermittelt und stellt das jahreszeitliche Gewichtsminimum dar, was vermutlich auch für die Männchen zutrifft. Ihr Gewichtsmaximum erreichen Weibchen und Männchen unmittelbar vor dem Beginn der Mauser. Der Gewichts- und Größenunterschied der beiden Geschlechter ist der einzige auffällige Sexualdimorphismus. Er fällt besonders dann auf, wenn ein Brutpaar beobachtet werden kann.
Das frisch vermauserte Gefieder der adulten Kronenpinguine ist am Rücken, den Flügeln und am Kopf samtig schwarz. Unmittelbar vor der Mauser wirkt das dann abgenutzte und verblichene Gefieder wie bei vielen Pinguinarten dagegen bräunlich. Die Körperunterseite ist weißlich und scharf gegen die schwarze Kehle abgesetzt. Die zu Flossen umgeformten Flügel sind auf der Oberseite blauschwarz und auf der Unterseite weißlich mit einem großen schwarzen Fleck am Flossenende. Charakteristisch für den Kronenpinguin sind zwei blassgelbe Federschöpfe, die von den Nasenlöchern über die dunkelroten Augen entlang des Scheitels nach hinten weisen. Die Federn, die diese Federschöpfe bilden, können eine Länge von bis zu sechs Zentimeter erreichen.
Der lange und verhältnismäßig schlanke Schnabel ist bräunlich-orange. Vom Kopfgefieder ist er durch eine bläulich-weiße Haut abgesetzt, die an der Schnabelbasis ähnlich wie beim Snaresinselpinguin ein auffälliges Dreieck bildet. Die Iris ist braun. Die Beine und Füße sind auf der Vorderseite rosa. Die Beinrückseite, die Sohlen und die vorderen Enden der Schwimmhäute sind dagegen braunschwarz. 
Gerade flügge gewordene sowie einjährige Kronenpinguine sind kleiner als die adulten Vögel. Sie haben außerdem blassere und kürzere Federschöpfe. Das Kinn ist gräulich weiß bis grau, die unbefiederte Haut an der Schnabelbasis ist weniger auffällig als bei adulten Vögeln, der Schnabel ist schlanker und weist bei einigen Individuen eine blasse Spitze auf. Zweijährige Kronenpinguine können ebenfalls an den noch kürzeren Federschöpfen von den adulten Pinguinen unterschieden werden.
Auf Grund der auffälligen Federschöpfe bestehen bei Kronenpinguinen, die an Land beobachtet werden, nur wenige Verwechslungsmöglichkeiten mit anderen Pinguinarten. Auf See, wenn die nassen Federschöpfe an den Nackenseiten anliegen, ähnelt der Kronenpinguin sehr stark anderen Schopfpinguinen. Die größte Ähnlichkeit besteht mit dem Snaresinselpinguin. Diese Art hat allerdings einen kräftigeren Schnabel.

## Nahrung und Fressfeinde
Die primäre Nahrung der Pinguine setzt sich aus Fisch, kleinen Kopffüßern und Krill zusammen. Die Fressfeinde sind Haie, Schwertwale, neuseeländische Seebären sowie neuseeländische Seelöwen.

## Verbreitung

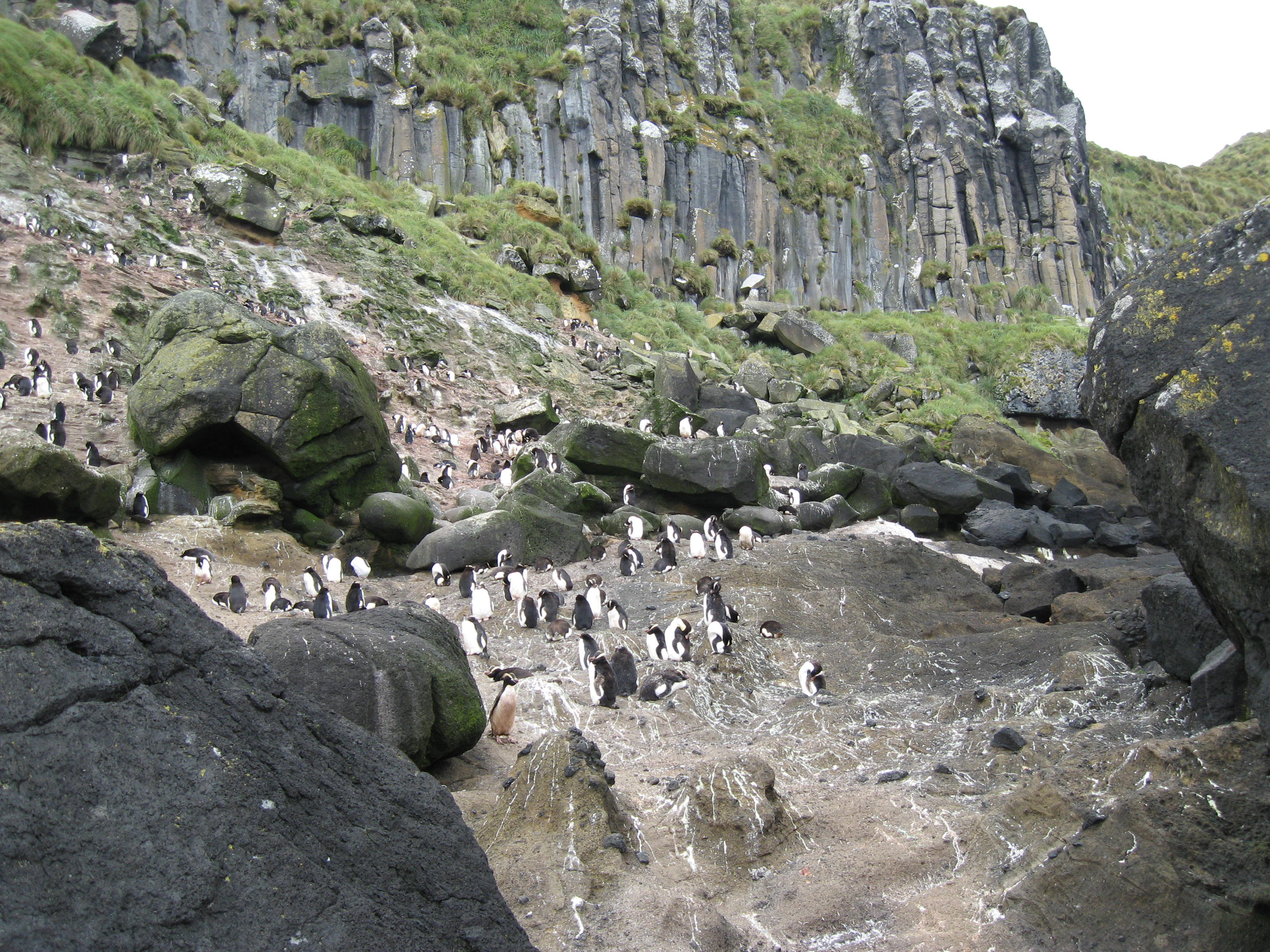
Brutkolonie auf den Antipodeninseln

Das Verbreitungsgebiet der Kronenpinguine sind die kühlen Meeresgewässer in der Region von Neuseeland. Brutkolonien des Kronenpinguins finden sich nur auf den Antipodeninseln und den Bountyinseln sowie noch in den 1980er Jahren in kleiner Zahl auf den Aucklandinseln. Sie sind in ihrem Brutareal im Zeitraum September bis April zu beobachten. Das Gebiet, in dem sich Kronenpinguine außerhalb der Brutzeit aufhalten, ist dagegen weitgehend unbekannt. Im Winterhalbjahr der Südhalbkugel wurden Kronenpinguine jedoch sowohl in der Cookstraße als auch an der Ostküste der neuseeländischen Südinsel beobachtet. Irrgäste erreichen gelegentlich die Südküste Australiens, die Macquarieinsel und die Chathaminseln. In den 1960er Jahren wurde ein Individuum sogar vor den Falklandinseln beobachtet.
Ursprünglich befand sich eine Brutkolonie auch auf der Campbell Island, wo in den 1940er Jahren noch ein paar hundert Vögel brüteten. 1986/1987 wurden hier etwa zwanzig Kronenpinguinpaare beobachtet, die allerdings nicht zur Brut schritten. Auf der Campbellinsel wurden zu Beginn der 1980er Jahre die Rind- und Schafhaltung eingestellt und die dort eingeführte Wanderratte ausgerottet. Bis jetzt scheint die Insel jedoch nicht von Kronenpinguinen als Brutkolonie genutzt zu werden.

## Fortpflanzung
Das Fortpflanzungsverhalten von Kronenpinguinen ist bislang nur unzureichend untersucht. Grundsätzlich geht man jedoch davon aus, dass es weitgehend dem anderer Schopfpinguine gleicht. Besondere Ähnlichkeit wird mit dem Verhalten des Dickschnabelpinguins und dem Snaresinselpinguin unterstellt. Die wenigen Studien, die bislang vorgenommen wurden, weisen jedoch darauf hin, dass Kronenpinguine ein weniger aggressives Verhalten als diese beiden Arten zeigen. Zum Aggressionsverhalten der Kronenpinguine gehört ein Vorstrecken des Kopfes, bei dem sie ein leises Knurren oder scharf bellende Geräusche von sich geben. Dabei wird der Schnabel geöffnet und der Kopf leicht zur Seite geneigt. In direkten Auseinandersetzungen ergreifen sie sich an den Schnäbeln oder beißen ihren Gegner in den Nacken, während sie auf ihn mit ihren Flossen einschlagen.
Kronenpinguine nutzen felsige Küstenabschnitte als Standort ihrer Brutkolonien. Gewöhnlich fehlt jegliche Vegetation, der Boden ist nicht von Erde bedeckt und die Brutkolonien liegen maximal siebzig Meter über Meeresniveau. Sie kehren zu Beginn des Septembers in diese Brutkolonien zurück. Einzelne Brutkolonien finden sich in der Nähe von Brutkolonien des Felsenpinguins und des Weißkappenalbatros. Die Nester stehen in großer Dichte zueinander und weisen gewöhnlich einen Abstand von 66 Zentimeter auf. Brutkolonien umfassen meistens mehr als 1.000 Paare. Das eigentliche Nest ist eine flache, einfache Mulde auf dem Boden und befindet sich zwischen größeren Felsbrocken. Gelegentlich ist der Rand der Nistmulde aus kleinen Steinchen gebaut und mitunter befindet sich in der Nistmulde auch von den Pinguinen eingetragenes Gras. 
Die Eiablage fällt auf den Antipodeninseln in die erste Oktoberhälfte, auf den Bountyinseln beginnt die Brut etwa drei Wochen früher. Das Gelege besteht aus zwei Eiern. Diese sind stumpf oval und haben eine blass bläuliche oder grünliche Schalenfarbe. Die Bebrütungsdauer liegt bei 35 Tagen. Erstmals 1998 wurde auf der größten Insel der Antipoden-Inseln über mehrere Wochen hinweg (vom 18. September bis 2. November) die Eiablage und das anschließende Brutgeschäft einer Kronenpinguin-Kolonie beobachtet. In der 2022 veröffentlichten Studie bestätigten die Forscher frühere Beobachtungen, dass pro Gelege nur ein Junges erbrütet wird, obwohl in der Regel zwei Eier gelegt werden. Demnach ist das zunächst gelegte „A-Ei“ wesentlich kleiner als das meist fünf Tage danach gelegte „B-Ei“. Zudem geht das A-Ei entweder bereits vor der Ablage des B-Ei (42,3 %) oder am Tag von dessen Ablage (37,8 %) oder innerhalb der folgenden sieben Tage verloren. Die Forscher vermuten, dass frühere Generationen der Pinguine zwei Jungtiere aufzogen, dass dies heute aber aufgrund unzureichender Nahrungsangebote nicht mehr möglich ist („Brutreduktion“).
Zu den Prädatoren, die Eier und auch Küken fressen, zählen vor allem Raubmöwen. Über die Entwicklung des Jungvogels ist nur wenig bekannt. Ältere Jungvögel leben in Gruppen und werden von beiden Elternvögeln gefüttert. Gewöhnlich ist es das Weibchen, das häufiger Futter heranbringt. Jungvögel kurz vor dem Flügge werden, wiegen durchschnittlich 3,6 Kilogramm. Auf den Antipodeninseln verlassen die meisten Jungvögel die Brutkolonie um den 30. Januar herum. Ab dem 12. Februar halten sich keine Jungvögel mehr in den dort befindlichen Brutkolonien auf.

## Bestand
Der Bestand an Kronenpinguinen wird insgesamt auf 150.000 bis 170.000 geschlechtsreife Individuen geschätzt. Auf den Bountyinseln brüteten gegen Ende des 20. Jahrhunderts noch 28.000 Brutpaare. Auf den Antipodeninseln dagegen etwa 49.000 bis 57.000 Brutpaare. 
Der Brutbestand auf den Bountyinseln nahm zwischen 1978 und 1998 etwa um 76 Prozent ab, der Brutvogelbestand auf den Antipodeninseln halbierte sich im selben Zeitraum.

## Belege

### Einzelbelege
1. ↑   BirdLife Factsheet zum Kronenpinguin, aufgerufen am 20. November 2010
2. ↑   Williams, S. 207
3. ↑   Williams, S. 206 und S. 207
4. ↑   Williams, S. 206
5. ↑   Williams, S. 206
6. ↑   Williams, S. 207
7. 1 2  Daniel Gilpin: Pinguine. Parragon Books Ltd., 2007, ISBN 978-1-4075-0629-6.
8. ↑   Williams, S. 207
9. ↑   BirdLife Factsheet zum Kronenpinguin, aufgerufen am 20. November 2010
10. ↑   Williams, S. 209
11. ↑  Lloyd S. Davis et al.: The breeding biology of erect-crested penguins, Eudyptes sclateri: Hormones, behavior, obligate brood reduction and conservation. In: PLoS ONE. 17 (10), 2022: e0275106. doi:10.1371/journal.pone.0275106.
12. ↑   Williams, S. 211
13. ↑   Williams, S. 211
14. ↑   BirdLife Factsheet zum Kronenpinguin, aufgerufen am 20. November 2010